# Gare d'Amsterdam-Sloterdijk
La gare d'Amsterdam-Sloterdijk (en néerlandais : station Amsterdam Sloterdijk) est l'une des principales gares ferroviaires de la ville d'Amsterdam aux Pays-Bas. Elle est située dans l'arrondissement d'Amsterdam-West, à quelques minutes à l'ouest de la gare centrale d'Amsterdam. Sloterdijk constitue un nœud important dans le dispositif de migration pendulaire entre Amsterdam et le reste de la Hollande-Septentrionale. Elle se trouve ainsi sur la ligne Amsterdam-Haarlem, et constitue la dernière station de la ligne avant la séparation de cette dernière et de la ligne Amsterdam-Alkmaar-Den Helder. 
La gare se trouve également sur la ligne Amsterdam-Central - Schiphol, et est également desservie par le métro. Le quartier de la gare accueille également un quartier d'affaires important.